# Sociedad Independiente Filmadora Argentina
Sociedad Independiente Filmadora Argentina, conocida también por su acrónimo S.I.F.A. fue una empresa cinematográfica fundada en 1948 que llegó a ser muy conocida como productora de las películas interpretadas por Isabel Sarli y dirigidas por Armando Bó.

## Los inicios
En 1948 Armando Bo y Elías Hadad fundaron la empresa destinando a la misma todo el capital de ambos, estimado en 40.000 pesos de entonces. La nueva sociedad se inició con la producción de la película Pelota de trapo, dirigida por Leopoldo Torres Ríos, sobre un argumento del conocido periodista deportivo Borocotó, y protagonizada por el mismo Bo, Semillita, el niño Toscanito, que se hizo famoso en esa película, y varios de los jugadores y personalidades más destacadas del fútbol argentino. La película fue un gran éxito, está considerada una de las más importantes de la historia del cine argentino, modelo del neorrealismo de posguerra en América Latina, y ejemplo del trabajo cinematográfico con niños.
A esta película siguieron Su última pelea (1949), Fangio, el demonio de las pistas (1950), Honrarás a tu madre (1951) y tres filmes de 1953: El hijo del crack, En cuerpo y alma y Con el sudor de tu frente. Con dirección de Leopoldo Torre Nilsson. En 1954 la empresa produjo Días de odio sobre un cuento de Jorge Luis Borges y La Tigra, sobre la obra teatral de Florencio Sánchez, que tuvo una accidentada comercialización.
Hacia 1954 el fracaso comercial de dos películas dirigidas por Armando Bo, Adiós muchachos y Sin familia colocaron a la empresa al borde de su desaparición por causas económicas pero se produjo un giro que marcó toda su trayectoria posterior.

## Incorporación de Isabel Sarli
Hacia 1956 -ya separado de su socio Elías Hadad- Armando Bo comenzó a preparar un proyecto de filme titulado El trueno entre las hojas sobre la base de tres cuentos de Augusto Roa Bastos que el autor había condensado y que trataban sobre la explotación de los trabajadores rurales, para cuyo principal personaje femenino había formulado un ofrecimiento a su amiga Elina Colomer. Este proyecto guardaba ciertas coincidencias temáticas con Prisioneros de la tierra (1939) de Mario Soffici y Las aguas bajan turbias (1951) de Hugo del Carril.
Cuando la producción fue asumida por el paraguayo Nicolás Bo -sin ningún parentesco con Armando- el proyecto tomó otro rumbo pues decidió que la protagonista fuera alguien más joven y sensual. La elegida, que en ese momento trabajaba como secretaria y como modelo en publicidad gráfica y que había ganado un año antes el concurso de Miss Argentina, era una morocha bellísima llamada Hilda Isabel Gorrindo Sarli que a partir de entonces adoptó el nombre artístico de Isabel Sarli.
Aprovechando el auge de los desnudos femeninos que en esa época llegaban a la Argentina en filmes europeos el director Armando Bo incluyó en la película algunas escenas de ese tipo, lo cual provocó escándalos diversos a partir del estreno en 1958. El éxito del filme fue el paso inicial de una continuidad de la colaboración artística de la pareja pocas veces vista en la cinematografía mundial, pues siguió durante 22 años hasta la muerte de Bo en 1981.

## El ciclo erótico-popular
Desde aquel momento la empresa –que no había sido la productora de El trueno entre las hojas- haría solamente filmes interpretados por Isabel Sarli con la dirección de Bo y, en su mayor parte, escritos por este último. Estos filmes, para cuya producción S.I.F.A. a veces se asoció con otras empresas, fueron acompañadas por el escándalo, la censura y el escarnio de los públicos más sofisticados pero, también, por un extraordinario éxito entre las plateas populares de buena parte del mundo que las convirtieron en el paradigma latinoamericano del cine erótico-popular y que llevaron a Isabel Sarli a la categoría de mito.
Por otra parte, desde mediados de los ´70, cierta intelectualidad porteña miró con otros ojos los filmes de la pareja, al punto de que se hicieron frecuentes los homenajes en cinematecas y festivales de cualquier parte del mundo. Con la muerte de Bo en 1981 la empresa dejó de funcionar.

## Filmografía
- - Compañía Productora.
- Una viuda descocada (1980)
- El último amor en Tierra del Fuego (1979)
- Embrujada (1976) Con Uranio Limitada (San Pablo, Brasil)
- El sexo y el amor (1974)
- Intimidades de una cualquiera (1972)
- Fiebre (1970)
- Fuego (1969)
- Desnuda en la arena (1969)
- Éxtasis tropical (1969) Con Uranio Limitada (San Pablo, Brasil)
- Carne (1968)
- La mujer de mi padre (1968)
- La señora del intendente (1967)
- Los días calientes (1966)
- La diosa impura (1963)
- Lujuria tropical (1962) Con Tropical Films (Caracas)
- La burrerita de Ypacaraí (1962) Con Asunción Films (Asunción del Paraguay)
- ...Y el demonio creó a los hombres (1960) con Punta del Este Films (Uruguay)
- Sin familia (1958)
- Adiós muchachos (1955)
- Días de odio (1954)
- La Tigra (1954)
- El hijo del crack (1953)
- En cuerpo y alma (1953)
- Con el sudor de tu frente (1953)
- Honrarás a tu madre (1951)
- Fangio, el demonio de las pistas (1950)
- Su última pelea (1949)
- Pelota de trapo (1948)

- - Distribuidora
- Paris, Palace Hôtel (1956)
- Días de odio (1954)
- La Tigra (1954)
- Muerte civil (1954)
- El hijo del crack (1953)